# James M. Kellie
Pour les articles homonymes, voir Kellie.
James M. "Pothole" Kellie (6 décembre 1848-12 décembre 1927) est un homme politique canadien de la Colombie-Britannique. Il est député provincial indépendant de la circonscription britanno-colombienne de West Kootenay-Nelson de 1890 à 1894, de West Kootenay North de 1894 à 1898 et de West Kootenay-Revelstoke de 1898 à 1899.

## Biographie
Né à Cobourg dans le Canada-Ouest (Ontario), Kellie naît dans une famille d'origines écossaises. 
Kellie acquiert le surnom de Pothole lorsqu'il prospecte de l'or à Golden vers 1884. Alors qu'il était convaincu de la présence d'or dans deux crevasses profondes du Canyon Creek, Kellie et ses partenaires parviennent à détourner le cours du ruisseau pour finalement ne retrouver qu'une patte de chèvre de montagne en décomposition.
En 1889, Kellie avec douze autres mineurs protestent contre la fiscalité sur leurs mines et persuadent le premier ministre John Robson, en voyage dans la région, de s'arrête pour écouter leurs plaintes. Par la suite, Kellie est élu député et siège au comité chargé de rédiger une nouvelle loi sur l'exploitation minière. Kellie sera ensuite ministre des Mines dans le cabinet provincial.
Kellie exploite aussi une mine de quartz dans la région de Kootenay. En 1890, il s'installe à Revelstoke où il fonde la Miners' Association. 
Il se retire de la politique en 1899 pour se concentrer sur ses intérêts commerciaux dans l'exploitation minière et du bois. Il tente un retour en politique sans succès dans Revelstoke en 1903. En 1913, il s'installe à 1913 où il décède en décembre 1927 à l'âge de 79 ans,.